# أق قاية
أق قاية (بالفارسية: آق‌قایه) هي قرية تقع في غلستان في إيران. يقدر عدد سكانها بـ 5,114 نسمة.